# Clan del Pie
El Clan del Pie es un clan ninja ficticio en los cómics Tortugas Ninja y todos los medios relacionados. Está dirigido por el retorcido Shredder y su segunda al mando Karai. El Clan del Pie fue originalmente una parodia del clan criminal ninja La Mano en el cómic Daredevil. Además de la obvia similitud en sus nombres, ambos clanes se originan en el Japón feudal, practican ninjutsu y magia negra, y ahora son poderosos anillos del crimen organizado global que están familiarizados con múltiples actividades ilegales como; contrabando de drogas, falsificación de dinero, tráfico de armas, asesinato, magnicidio, piratería informática, robo y terrorismo.

## Las Tortugas Ninja de Eastman y Laird
En el universo de Tortugas Ninja de Eastman y Laird, el Clan del Pie fue fundada en el Japón Feudal por dos hombres llamados Sato y Oshi. En el Volumen 1, Número 47, las Tortugas y la Maestra del Tiempo, Renet viajaron a un tiempo anterior a la creación del Pie. Allí, Raphael se encontró con Sato y Oshi, y, sin darse cuenta de quiénes eran, les enseñó sobre Ninjutsu. Después de que las tortugas regresaron al presente, Sato y Oshi decidieron seguir los caminos del ninja. Oshi declaró: "Nunca más debemos mencionar a las extrañas criaturas sin cáscara. Con el tiempo, otros se unirán a nosotros y nos convertiremos en una fuerza a tener en cuenta. Así que, como cada viaje comienza con un solo paso... nos llamaremos a nosotros mismos Pie."
El Clan del Pie es el clan de guerreros y asesinos más temidos de Japón. Tanto Hamato Yoshi como Oroku Nagi eran miembros, hasta que un día, Nagi atacó al amor de Yoshi, Tang Shen, y Yoshi mató a Nagi. Deshonrados, Yoshi y Shen huyeron a la ciudad de Nueva York, mientras que el hermano menor de Nagi, Oroku Saki, fue adoptado por el clan y entrenado para convertirse en un ninja feroz. Cuando estuvo listo, Saki fue enviado a Estados Unidos para encabezar la rama del Clan en Nueva York. Bajo su liderazgo, le llevó solo un año convertirse en un grupo poderoso y temible.
Saki también buscó venganza por su hermano y, usando el personaje de "The Shredder", asesinó a Yoshi y Shen. Más de una década después, las Tortugas Ninja desafiaron a Shredder a un duelo en la azotea para vengar a Yoshi y Shen. Shredder envió a su Ninja del Pie para luchar contra las Tortugas, pero no fueron rival para las Tortugas y finalmente fueron derrotados. Shredder luego luchó contra las Tortugas él mismo, y aunque era un ninja más hábil que ellos, fue asesinado cuando se cayó de un edificio que llevaba una granada. En los últimos números, Shredder fue revivido para vengarse de las Tortugas y luego revivió nuevamente como un clon hecho de gusanos con mutantes como un tiburón antes de perecer para siempre.
Después de la muerte de Shredder, el pie americano se vino abajo y los soldados de infantería comenzaron a luchar contra la guardia de élite de Shredder, Karai, una líder de clan de Japón, vino aquí para detener la guerra de clanes. Ella reclutó la ayuda de las Tortugas en esto, a cambio de prometer que ningún Pie volverá a intentar vengar a Shredder. Este tratado de paz sigue vigente en el Volumen 4 del cómic.
En el Volumen 4, los Utroms dieron un contrato de seguridad del Pie para su base porque los Utroms tienen una política de no armas y el Pie son hábiles en el combate cuerpo a cuerpo. En algún momento, misteriosos guerreros aztecas comenzaron a atacar al Pie en todo el mundo. Karai le informó a Leonardo que la Rama del Pie de Nueva York era todo lo que quedaba.
El logotipo del Clan del Pie es un dibujo de un pie izquierdo. Los números 3 y 4 de las nuevas Tales of the Teenage Mutant Ninja Turtles cuentan con un místico de pies con habilidades mágicas, incluido el poder de resucitar a los muertos.

## Serie 1987 yAventuras TMNT
La serie de 1987 y los cómics spin-off Aventuras TMNT comparten una continuidad similar y, por lo tanto, la misma versión del Clan del Pie. El Pie es un antiguo clan ninjutsu, fundado en Japón en 1583. The Shredder, seguido por las Tortugas y Splinter, fue de un lado a otro a tiempo para intentar matar al creador del Clan del Pie. En 1583, el antepasado de Shredder, Oroku Sancho, dirigió un pequeño grupo de samuráis, y Shredder se ofreció a ayudarlo a encontrar artefactos mágicos que le dieran poder y riqueza más allá de sus sueños más salvajes. Mientras tanto, el antepasado de Splinter, Hamato Koji, había sido enviado a buscar los mismos artefactos y los encontró con la ayuda de su descendiente y las tortugas. Uno de los artefactos lanzó un dragón, que se dirigió a las aldeas cercanas; Splinter y Koji fueron a detenerlo mientras las Tortugas fueron a luchar contra Shredder. Los hombres de Sancho capturaron a las Tortugas y estaban a punto de ejecutarlas cuando Koji llegó, montando al dragón, que él había domesticado. Al ver esto, Sancho huyó con miedo, y Koji se ofreció a dirigir a los hombres de Sancho y enseñarles el arte ninjutsu de Shibana-Sama, fundando el Clan del Pie, llamado así por la huella del dragón en el que se encontraba mientras pronunciaba su discurso. (Sin embargo, según "Explosión del pasado", el Pie fue fundado por el noble guerrero Shibana-Sama).
En la década de 1960, Japón, tanto Oroku Saki como Hamato Yoshi formaban parte del Clan. Saki acusó a Yoshi por tratar de asesinar a un sensei visitante y lo exilió a la ciudad de Nueva York, despejando así la forma de hacerse cargo del Clan del Pie. Luego procedió a convertir el Clan del Pie en un ejército de criminales. Con los años, Saki, que se hizo conocido como The Shredder, se mudó a los Estados Unidos, se alió con el señor de la guerra alienígena Krang y reemplazó al Ninja del Pie humano con Soldados de infantería robóticos. Sin embargo, estos robots no son rivales para las Tortugas Ninja, que las destruyen en cada encuentro.
En la caricatura, The Shredder alguna vez consideró hacer soldados de infantería más inteligentes, capaces de aprender y tomar decisiones por sí mismos. Sin embargo, la idea fue abandonada rápidamente cuando el primer prototipo inteligente, llamado Alpha 1, se rebeló contra The Shredder.
El logotipo del clan del pie es un dibujo de un pie derecho, y los soldados de infantería visten uniformes morados y negros con el logotipo en la frente. El logotipo del pie también se puede ver en el Technodromo.
Los cómics Archie TMNT Adventures presentan soldados de infantería más avanzados además del modelo básico. En los cómics, The Shredder también construyó un soldado de infantería gigante, que luchó contra el Dragón Guerrero en la ciudad de Nueva York. El robot fue destruido cuando se estrelló contra la Estatua de la Libertad.
El concepto de robot de pie permitió a las tortugas destruir a los soldados de a pie sin ningún pensamiento moral, permitiendo que Leonardo y Raphael usaran sus armas de manera más ofensiva. Mientras tanto, la serie podría mantener su público más joven y seguir siendo un "espectáculo familiar". Este principio también benefició a los videojuegos.

## Publicación IDW
En la adaptación de IDW Publishing, el Clan del Pie existió desde la época del Japón feudal, donde fue fundado por un Rōnin llamado Takeshi Tatsuo que había sido traicionado por su maestro. La hechicera Kitsune ayudó a Tatsuo a recuperarse de las graves heridas que había sufrido en el intento de asesinato. El nombre del clan fue creado por la huella sangrienta de Tatsuo, cuya pierna fue completamente curada por los ministros de Kitsune.
Cuando Tatsuo fue traicionado por su clan al enterarse de que hizo un pacto con un mago, su mente volvió a nacer en el hijo de su asesino Oroku Saki, el desarraigo del despertar de sus viejos recuerdos se apoderó de las comunidades y con el consejo de Kitsune. El pie fue revivido en los tiempos modernos.
En tiempos más recientes, el clan bajo el liderazgo de Oroku Saki (que ahora operaba como Shredder) intentó expandir su supremacía en la ciudad de Nueva York. Por lo tanto, su Ninja del Pie a menudo se enviaba para acumular cualquier ciencia que pudiera ayudar al Pie y también para encontrar nuevos sujetos de prueba. De esta manera, condujo a la creación del zorro ártico mutante Alopex.
En este esfuerzo, el Clan del Pie también entró en contacto con el señor de la guerra extradimensional General Krang, que también quería crear un ejército mutante para cumplir sus objetivos. Un ataque del Clan del Pie en el laboratorio del aliado de Krang, Baxter Stockman, conducido por una combinación de circunstancias a la creación de las Tortugas y su padre Splinter (que en una vida anterior había pertenecido al Clan del Pie).
Además de Shredder, Kitsune y un número considerable de Ninjas del Pie, otros miembros del Clan del Pie incluyen Karai (que era descendiente de Oroku Saki y la hija de Oroku Yori), Masato, Dr. Miller, Alopex (un zorro ártico mutado), Rocksteady, Bebop, Koya (el halcón marrón mascota de Shredder que luego fue mutado) y Bludgeon (un tiburón martillo mutante).
IDW también hizo un cruce de problemas con Batman llamado Batman/Tortugas Ninja donde apareció el Clan del Pie. El primer crossover mostró al Clan del Pie colaborando con la Liga de Asesinos.

## Películas

### 1990–2007
En la primera y segunda película, el Clan del Pie es un grupo de ladrones ninja fundado por Shredder en Japón, pero luego estacionado en Nueva York. El Shredder se había llevado a Japón los soldados de infantería que tenía y comenzó a sacar a los niños de las calles al mudarse a Nueva York y entrenarlos en el propio Ninjutsu. Su segundo al mando es otro maestro de Ninjutsu llamado Tatsu. En las películas, el Pie usa el kanji Oni (鬼), que se traduce como "demonio" u "ogro", como su símbolo, usado en su hachimaki o sobre sus espaldas. Los Ninja del Pie no fueron rival para las Tortugas individualmente, sin embargo, su primer enfrentamiento importante con las Tortugas resultó en que Raphael fue golpeado casi hasta la muerte y las Tortugas restantes se vieron obligadas a retirarse; Todos los enfrentamientos posteriores mostraron que las Tortugas podían derrotar fácilmente al Pie. Después de la aparente muerte de Shredder y los arrestos masivos por parte de la policía de Nueva York, la segunda película redujo el clan a una fracción de su tamaño anterior.
En la segunda película, Tatsu intentó tomar el mando. Renunció a su reclamo cuando Shredder regresó. Luego, el clan secuestró al profesor Jordon Perry de TGRI y lo obligó a usar un mutágeno para que el Clan del Pie pudiera crear dos guerreros mutantes llamados Tokka y Rahzar para luchar contra las Tortugas. Aunque estos dos mutantes eran un rival para las Tortugas en fuerza física, las Tortugas los derrotaron al volver a mutarlos en animales normales e inofensivos. El propio Shredder aparentemente murió poco después, mientras luchaba contra las Tortugas.
En la cuarta película, el Pie está ahora bajo el liderazgo de Karai, que ha tomado el control después de la desaparición de Shredder. Han crecido en número y habilidad, y ofrecen sus servicios como mercenarios en la película. Max Winters los contrata para localizar y traer a los 13 monstruos que llegan a la ciudad de Nueva York. Eventualmente, luego se enteran de su intención de enviar a los monstruos a su mundo con un portal, y que sus generales de piedra lo han traicionado al sustituir a Leonardo por el decimotercer monstruo para usar el portal para traer un nuevo ejército de monstruos a tomar el control de la tierra. Fue entonces cuando los Generales de Piedra exigieron que Karai y el Clan del Pie los sirvieran, pero se negaron, ya que quieren honrar su trato con Winters. Sin dudarlo, Karai le ordena al Clan del Pie que ayude a April y Casey a encontrar el último monstruo y atraerlo hacia el portal mientras las Tortugas luchan contra los Generales, así como contra Winters y Splinter para evitar que lleguen más del portal. Después de que el monstruo final es enviado al portal junto con los Generales de Piedra, Karai y el Clan del Pie se separan pacíficamente de las Tortugas, recordándoles el posible regreso de Shredder.

### Película de 2014
En la película de acción en vivo de 2014 (que es un reinicio de la serie de películas Teenage Mutant Ninja Turtles), el Clan del Pie ya no se considera un culto ninja internacional, sino más bien una organización terrorista estadounidense moderna. Además de Shredder y Karai, la película también presentó a Eric Sacks, que es estudiante de Shredder, ex socio de laboratorio del Dr. O'Neil y CEO de Industrias Sacks. En lugar de negro unitard-clad enmascarados de ninjitsus guerreros, que son retratados como hombres armados que se desgastan totalmente de tipo militar negro uniformes y, a menudo llevaban unas kabuki máscaras de estilo a la identidad de uno de ocultar.
En Teenage Mutant Ninja Turtles: Out of the Shadows, los Ninjas del Pie hacen su aparición, bajo el liderazgo de Baxter Stockman para liberar a Shredder.

## Las Tortugas Ninja: Next Mutation
En Las Tortugas Ninja: Next Mutation, el Clan del Pie es una pandilla callejera, similar a las películas. Después de que Venus derrotó a Shredder, Leonardo les dijo a los niños que el Pie es una mentira y que el clan se disolvió.

## Serie 2003
En la serie 2003, el clan de los pies es más similar a su versión original de cómic. Los Foot Clan son un grupo de guerreros y asesinos que Shredder creó hace 700 años en Japón. The Shredder, quien en esta serie es un Utrom de larga vida llamado Ch'rell, ha liderado el Clan desde su creación y lo ha convertido en un grupo temible y secreto presente en todo el mundo. El emblema del pie es una huella roja, similar a un tridente (de ahí el nombre del clan), una versión invertida del "Signo de tres dedos del dragón", el símbolo de los cinco guerreros que habían derrotado al demonio original conocido como Shredder en 300 AD. Gracias al conocimiento de Shredder de la tecnología Utrom, el Clan tiene armas y equipos siglos antes que la tecnología humana. Una vez crearon Foot Mechs en Rogue in the House que se basaron en el Maestro Splinter, el presidente, el primer ministro y algunos otros.
El clan de los pies se divide en varias ramas:
- La rama más comúnmente encontrada, y aparentemente la más numerosa, es el Ninja del Pie, los guerreros básicos del Pie. Generalmente se representan como fáciles de vencer, excepto en grupos muy grandes. Cuando Karai comenzó a trabajar en Nueva York, recibieron entrenamiento adicional de ella y se volvieron mucho más difíciles de derrotar para las Tortugas.
- Los guerreros del clan aparentemente más hábiles son los cuatro Elite Ninja del Pie . Estos miembros del Clan del Pie sirven como guardia de élite de Shredder, así como comandantes de campo en misiones muy importantes. Cada uno lleva un arma diferente: un tridente, una lanza, un hacha y una espada de doble filo (aparte de sus diferentes armas no hay forma de distinguirlos). Todos han demostrado ser combatientes extremadamente mortales, habiendo derrotado fácilmente y casi matado a Leonardo cuando aparecieron por primera vez. Cuando las otras tortugas se encontraron con ellos, felicitaron a las élites por su atuendo de cabeza redonda (similar a un sombrero coolie), con Raphael yendo tan lejos como diciendo "¡Bonitos sombreros!"
- Los Robots Ninjas del Pie son guerreros con una armadura sigilosa especializada que les permite volverse aparentemente invisibles. También poseen una gran velocidad y fuerza física, pero su invisibilidad es lo que siempre les causa problemas a las tortugas y sus aliados.
- Los diversos videojuegos presentaron a los Foot Gunners y al Mega Foots de lucha de sumo , aunque solo los Foot Gunners aparecieron en la serie de televisión como Foot Mechs.
- Los Técnicos del Clan del Pie tienen mejoras cibernéticas, pero rara vez se ven en las peleas.
- Los poderosos pero raramente vistos Foot Mystics son cinco usuarios de magia, cada uno con poderes que corresponden a un elemento natural diferente: viento, tierra, fuego, agua y metal. En el episodio "Bad Day", se revela que los místicos del pie tienen poderes de magia negra, cuando lanzan un ataque contra las tortugas en un plano astral. También se revela que obedecen y sirven a quien tenga un medallón llamado Corazón de Tengu. También se dice que Shredder tenía más respeto por su poder que Karai, pero ella les dice repetidamente que mientras tenga el medallón, la obedecerán sin hacer preguntas. Esto luego los lleva a engañar al Agente Bishop y Baxter Stockman en destruir el Corazón, en el episodio "Good Genes, Part 2", que les permite ser libres. Luego se dispusieron a restaurar la verdadera Trituradora. Cuando fueron liberados, los místicos pudieron volver a sus formas verdaderas y demostraron ser mucho más poderosos que los mostrados anteriormente. A pesar de su fanática devoción por el demonio Shredder, todavía fueron maltratados por él por decir algo que sentía que estaba fuera de lugar. Finalmente son asesinados en "Enter the Dragons, Part 1", aunque en el episodio "The Journal" de Fast Forward apareció un Foot Mystic ante Raphael y Casey Jones y los teletransportó a una isla desierta en una de las páginas de Casey y April como una advertencia de no leerlo. Sin embargo, este evento en particular fue una fabricación completa por el maestro Splinter y Cody para darles una lección a las tortugas.
- Los Cyber del Pie son soldados de infantería que trabajan para Cyber-Shredder y Maestro Khan. Sus atuendos son similares a la armadura del Cyber-Shredder.

El Clan del Pie está bajo el mando de The Utrom Shredder Ch'rell, y su segundo al mando es su hija adoptiva Karai. Antes de la aparición de Karai, Hun fue el segundo y principal ejecutor de Shredder, además de liderar a los Dragones Púrpuras. Pero cuando apareció Karai, rápidamente se demostró que estaba más a favor de Shredder que Hun. Después de que Shredder fue exiliado al cinturón de asteroides de hielo de Mor Tal en el episodio "Exodus, Part 2", Karai asumió el mando del Clan y el manto de Shredder dándole al Ninja del Pie y Elite del Pie nuevos diseños mientras Hun evolucionaba a los Dragones Púrpuras. de una pandilla callejera a una organización criminal organizada.
De alguna manera, después de los eventos de la derrota del Demon Shredder y el año en que las Tortugas quedaron atrapadas en el futuro en Avance rápido, Khan obtuvo el control del Pie, que ahora vestía la armadura de Cyber Foot. Bajo el gobierno de Khan, estaban en una guerra de pandillas contra Hun y los Dragones Púrpuras. Una vez que apareció Cyber Shredder, tomó el control y fue la misión de Khan traerlo de vuelta a la realidad. Muchos creen que Khan fue una vez un pie de élite, ya que su tema es el mismo tema utilizado cada vez que apareció el pie de élite.
Khan debe haber perdido el control del Pie después de la derrota de Cyber Shredder porque Karai estaba en control del Pie una vez más en la película Turtles Forever. En este punto, el Utrom Shredder regresó por medio de su contraparte, el Shredder de la serie de 1987. El Technodromo se convirtió en el cuartel general del Clan del Pie de la serie 2003 y los soldados de a pie robóticos se agregaron a la fuerza de combate del Pie después de una actualización con la tecnología Utrom. Utilizando el mutágeno de Krang con ingeniería inversa del mutágeno que afectó a Hun, también agregaron mutaciones de algunos de los pies cibernéticos donde se clasificaron como soldados de pie mutantes y no se los vio entrar en contacto con lo que sea que mutaron. Mientras que dos de estos mutantes se parecen a Tokka y Rahzar, el resto de los soldados de infantería mutantes consisten en un mutante parecido a una criatura marina, un mutante de un ojo, un mutante similar a un tigre, un mutante con una cabeza en forma de pulpo, un mutante similar a un insecto, un mutante similar a un murciélago, y algunos mutantes no especificados. El Utrom Shredder mantuvo a Shredder y Krang de 1987, así como Bebop y Rocksteady para ayudar a liderar el pie. Sin embargo, Utrom Shredder se volvió contra su homólogo y Krang más tarde en la película. La Trituradora de Utrom fue finalmente destruida por las armas del Technodromo. Karai probablemente retomó el control del Pie en este punto.

## Serie 2012
En la serie 2012, los orígenes del Clan del Pie se expanden en la segunda temporada de la serie. El clan fue fundado en 512 dC en Japón por un maestro de artes marciales llamado Koga Takuza, quien usó las espadas de sus enemigos caídos para forjar un casco más fuerte que el acero, y lo denominó Kuro Kabuto. El casco Kabuto es un símbolo del líder del Clan del Pie, transmitido a los diferentes gobernantes en la historia del Pie. El Clan del Pie terminaría en una larga guerra contra el Clan Hamato, que alcanzó un punto de ebullición cuando Oroku Saki fue criado junto a Hamato Yoshi. Aunque los dos fueron criados como hermanos, Saki descubrió su verdadera herencia como miembro huérfano del Clan del Pie, y cuando su amor Tang Shen se casó con Yoshi, inadvertidamente mató a Shen dejando a Yoshi para perecer mientras salvaba a su hija pequeña Hamato Miwa. Saki ascendió en las filas para convertirse en el líder del Clan del Pie, dando clases particulares a varios alumnos dignos, como la estrella de artes marciales de fama mundial Chris Bradford (que luego sería mutado en Dogpound y luego Rahzar) y el matón callejero brasileño Xever Montes (que más tarde mutar a Fishface) y compartir negocios con socios comerciales como el traficante de armas ruso Ivan Steranko, los  el líder chino-estadounidense de los Dragones Púrpura, Hun y el jefe de la mafia italiana Don Vizioso. En esta serie, el Clan del Pie es un clan ninjutsu global que responde solo al Shredder, aunque otros dirigen las diversas facciones del Clan del Pie en todo el mundo.
Shredder ordenó al Pie desde Japón hasta que se enteró de que Yoshi estaba entrenando a sus propios ninjas en la ciudad de Nueva York, y trasladó a su clan interno allí con el objetivo de encontrar y matar a Yoshi y sus estudiantes. Sin embargo, Shredder, Karai (un renombrado Miwa), Dogpound, Fishface y su reacio nuevo recluta, el ex inventor de TCRI Baxter Stockman, fallan una y otra vez en hacerlo. Karai se enteró de los Kraang, una raza alienígena responsable de las mutaciones de Splinter y las Tortugas, que conspiran secretamente para conquistar y terraformar la Tierra, pero Shredder los despide hasta que él mismo captura a uno y se entera de que las Tortugas protegen a April O'Neil, cuya genética mitad Kraang era necesaria para su invasión. Después de otro intento fallido de matar a las Tortugas, Shredder alía el Clan Foot con el Kraang, ya que comparten un enemigo mutuo en el Clan Hamato.
En la segunda temporada, Shredder dejó el clan de Nueva York bajo el mando de Karai, citando asuntos urgentes para atender en Japón. Shredder le ha mentido a Karai para creer que Splinter mató a Tang Shen (creyendo ser la hija de Saki y Shen), usa su nueva posición para cazar agresivamente al Clan Hamato hasta el regreso de su padre. Shredder reorganiza la jerarquía del Clan del Pie a su regreso, instalando al mercenario japonés Tiger Claw como su nuevo segundo al mando y despojando a Karai de la posición, aunque Tiger Claw quedó atrapado brevemente en varias otras dimensiones antes de regresar al redil. Más tarde, Baxter Stockman fue mutado en Stockman-Mosca cuando Shredder lo activó en su collar mutágeno para su intento número 74 de hacer un ejército mutante para él. Sin embargo, Después de que Splinter y las Tortugas le contaron su verdadera naturaleza, Karai traicionó a su padre, y cuando la llevaron ante él, admitió que ella era la hija biológica de Splinter y Tang Shen y la encarceló. El Clan Foot en una ocasión notable se movilizaría completamente cuando el ladrón profesional Anton Zeck robara el Kabuto en nombre de Steranko. Shredder pronto usó a Karai en un plan apresurado para vengarse de Splinter, lo que resultó en su mutación en un mutante similar a una serpiente (aunque fue de ida y vuelta a un químico adicional que Stockman-Mosca agregó accidentalmente), fortaleciendo aún más la división violenta entre el Clan del Pie y el Clan Hamato.
Como resultado, Shredder optó por ayudar a los Kraang en su invasión de Nueva York y la Tierra, descartando la probabilidad de que los Kraang se volvieran contra él. A cambio de su ayuda para tomar Nueva York, Kraang Supremo  prometió curar a Karai de su mutación. La invasión fue exitosa, y aunque Leonardo derrotó a la mayoría de sus hombres en la batalla, Shredder lo hirió gravemente y finalmente pudo derrotar a Splinter, habiendo perdido contra él en varias ocasiones anteriores.
En la tercera temporada, Shredder revela que traicionarán al Kraang y hace que todo el clan busque a Karai antes de enterarse de que Splinter sobrevivió pero perdió la memoria. Ellos volverían por April cuando ella, las Tortugas y Casey Jones vinieron a rescatarlo y ella usó sus poderes físicos de Kraang para traer a Splinter a sus sentidos. Shredder luego transformó a Anton Zeck en Bebop e Ivan Steranko en Rocksteady por el robo de Anton del Kuro Kabuto y la caza de Ivan de Karai. Cuando los dos intentaron atacar a Shredder en represalia, Shredder los golpeó y les dijo que lo sirvieran o que se acercaran. Ivan y Anton aceptaron los términos de Shredder, por ahora. Después de una pelea con las tortugas, Rocksteady y Bebop capturaron con éxito a Serpent Karai y la llevaron a Shredder. Después de que Kraang fue derrotado y conducido de regreso a su dimensión de origen por las tortugas y los poderosos Mutanimals, el equilibrio de poder sobre el inframundo de Manhattan se traslada al Clan del Pie. Esto se hizo para Shredder al obtener el control de los Dragón Púrpuras y otras pandillas asiáticas a través de Hun (y posiblemente Tiger Claw), varias pandillas sudamericanas a través de Fishface, la mafia rusa a través de Rocksteady y la mafia italiana a través de Don Vizioso. Al usar este poder, Shredder hizo que estos grupos criminales lo ayudaran a recolectar varios químicos de una compañía química llamada Aumen, un laboratorio abandonado de Kraang y Vizioso para un suero de control mental que planeaba crear y usar en las Tortugas, los Mutanimals y Karai. El pie también fue servido en al menos dos ocasiones por un trío de mutantes creados a partir del ADN del Shredder y el de varios crustáceos, pero estos fueron destruidos luego de ser fusionados en el llamado "Mega Shredder".
El Pie luego formó una alianza improbable con Splinter y las Tortugas para hacer frente a la amenaza del Generador de agujeros negros del Triceraton, solo para que Shredder violara la tregua y asesinara a Splinter antes de que pudiera desactivar el dispositivo. Como resultado, el dispositivo se disparó, y todos los miembros del Clan Foot fueron arrastrados al agujero negro junto con la totalidad de la población de la Tierra, con la excepción de April, Casey y las Tortugas, y el planeta mismo. Debido a que el Fugitoid usaba un dispositivo en su nave al comienzo de la cuarta temporada, el tiempo se reinició a seis meses antes de la invasión del Triceraton para que las Tortugas, April y Casey pudieran evitar que los Triceratons ensamblaran el Generador de Agujero Negro. Los héroes más tarde se unieron con sus seres pasados para salvar la Tierra, durante el cual pudieron alertar a Splinter sobre el intento de asesinato por Shredder, lo que lleva a un duelo entre Splinter y Shredder. Splinter logró la victoria, pero Tiger Claw recuperó a su maestro y advirtió que el Clan del Pie volvería.
Karai comenzó a liderar una rama astillada del Clan del Pie con la bruja Shinigami, que lucha contra la rama de Shredder. Shredder se recupera tomando un mutágeno que lo transforma en Super-Shredder para cambiar el rumbo contra la rama de Kara. Super-Shredder logró matar a Splinter. Cuando la mayoría de sus miembros son derrotados, Super-Shredder es golpeado por un retro-mutágeno que no funciona y Leonardo lo decapita.
En la temporada final, Tiger Claw comenzó a liderar el Clan del Pie y sus nuevos Cultistas del Pie para convocar al místico dragonoide Kavaxas del Inframundo con un talismán especial. Después de recoger el casco y el corazón de Shredder de la rama de Tatsu y el grupo de Don Vizioso, Tiger Claw hizo que Kavaxas reviviera a Shredder como un zombi sensible. Zombie Shredder comenzó a tomar a Kavaxas como su segundo al mando. Durante la lucha contra el Clan Foot, Fishface se fue después de explicar el origen de los Culturistas del Pie a las Tortugas, un Rahzar revivido cayó al Inframundo, y Kavaxas fue arrastrado a la fuerza de regreso al Inframundo por Zombie Shredder, quien afirma que permanecen muertos. Luego, Tiger Claw pide una tregua con las Tortugas.
El Clan del Pie también tiene una variación en sus soldados: 
- En los primeros episodios, se utilizan los humanos Ninjas del Pie. Los soldados de infantería visten trajes y máscaras negros. Las máscaras parecen tener ojos como insectos y tienen el logotipo de Ninjas del Pie (similar a los trajes usados por los Ninjas del Pie de las películas de los 90). Los Ninjas del Pie parecen nunca hablar. Cada uno de los Ninjas del Pie pelea con bastones, shurikens, katanas, Naginata, Tonfa y nunchucks. Los reclutas Ninjas del Pie son entrenados en los dojos de Chris Bradford.
- En la segunda temporada, el clan de pies obtiene Foot-Bots que se parecen a los ninjas de pies, pero son robóticos y fueron creados por Kraang para fortalecer el clan de pies. Los Foot-Bots pueden adaptarse a todos los movimientos y habilidades ninja. Durante la pelea de las tortugas con los Foot Bots, las tortugas tuvieron que hacer movimientos y habilidades impredecibles para derrotarlos. Los Foot-Bots luego se mejoraron con dos brazos retráctiles adicionales con armas que sobresalían de donde estarían las manos y con alas de tela retráctiles que les dan habilidades de deslizamiento. Por alguna razón desconocida durante ese tiempo, los Foot-Bots aparecieron más que los Foot Ninjas normales.

## Serie 2018
En Rise of the Teenage Mutant Ninja Turtles, el Clan del Pie son mercenarios contratados. Sus miembros conocidos son el Teniente del Pie y el Bruto del Pie. Pueden hacer ninjas de origami de papel y tienen el poder de teletransportarse a través de puertas de enlace ocultas. Sirven a un sensei desconocido y están recolectando artefactos antiguos para algún propósito.
En el episodio "The Evil League of Mutants", se mostró que el teniente de pie y un ninja de origami cometieron un atraco que las tortugas no pudieron detener. Más tarde, el Teniente de Pie y el Bruto de Pie teletransportan al Barón Draxum lejos de las Tortugas, ya que ambos lados ven que tienen un enemigo común en las Tortugas.
El episodio "Shadow of Evil" revela que Shredder es su maestro y el Clan Foot está tratando de recolectar piezas de armadura del Kuroi Yori para revivirlo. También se revela que el Clan Foot utiliza una tienda de zapatos llamada Foot Shack como frente para sus actividades.
En "Warren e Hypno, sentados en un árbol", el barón Draxum afirma que el guantelete de Warren Stone que resultó ser parte del Kuroi Yoroi para el Clan Foot.
En "Operación: Normal", la Teniente del Pie y el Bruto del Pie atacan al limo Yōkai Sunita porque las botas que llevaba son parte del Kuroi Yoroi. Se las arreglaron para reclamarlos.
En "Cómo hacer enemigos y doblegar a la gente a tu voluntad", el barón Draxum y el recluta de pies encuentran que el fragmento de Kuroi Yoroi está en los jardines botánicos. Lo reclaman después de establecer eventos donde el Teniente de pie y el Bruto de pie fallarían.
En "One Man's Junk", la siguiente pieza del Kuroi Yuroi estaba en posesión de Repo Mantis, quien lo reclamó de un Yōkai y lo mantuvo en su patio de salvamento. Después de atrapar al gato / mantis mutante que era propiedad de Repo Mantis, las Tortugas aprenden de él que dos tipos con cabeza de fuego que trabajaban como vendedores de zapatos le compraron el metal. Esto hace que las Tortugas se enteren de que el Teniente del Pie y el Bruto del Pie reclamaron el metal.
En "Many Happy Returns", Shredder actuó como una bestia salvaje. El Teniente del Pie, el Bruto del Pie y el recluta del Pie se retiran para averiguar qué salió mal.

## Batman vs Teenage Mutant Ninja Turtles
El Clan del Pie aparece en la película Batman vs. Teenage Mutant Ninja Turtles (que se basa en el crossover de IDW). Sato y Oshi son mencionados como fundadores del Clan del Pie. El Clan del Pie colaboró con la Liga de Asesinos en un complot que incluía el uso de una sembradora de nubes robada en Industrias Wayne para extender un compuesto que contiene una mezcla de mutágeno y veneno de Joker en Gotham City. Un número selecto de Ninjas del Pie fueron mutados en animales mutantes, donde dos de ellos fueron mutados en una paloma mutante y un Tyrannosaurus mutante .

## Videojuegos
- A diferencia de la serie de dibujos animados de 1987 en la que se basaron, los videojuegos TMNT introdujeron soldados de a pie con uniformes de varios colores diferentes. Estos colores representan el tipo de armas que llevan.
- Teenage Mutant Ninja Turtles: The Manhattan Missions utiliza soldados de infantería de Mirage Comics, aunque se visten de negro como en las películas.
- Los videojuegos, basados en la serie animada de 2003, tienen soldados de a pie que aparecen como lo hacen en la nueva serie.
- Los juegos de lucha TMNT: Mutant Melee y TMNT: Smash Up tienen al Ninja del Pie como personajes jugables.[3]

## Miembros
- Shredder: el líder del Clan del Pie y el archienemigo de las Tortugas Ninja en la mayoría de las versiones, su verdadero nombre es Oroku Saki, un villano maestro de ninjitsu y a menudo tiene una conexión personal con Hamato Yoshi y Splinter en los orígenes de las Tortugas y su enemigo más recurrente en la franquicia
- Karai: una mujer de alto rango del pie, originalmente alguien con el mismo nivel de autoridad que Shredder en versiones posteriores, se convertiría en su mano derecha y, a menudo, en su pariente, que generalmente tiene una rivalidad con Leonardo.
- Bebop y Rocksteady: un jabalí común mutante y un rinoceronte negro que generalmente sirven al Shredder.
- Tokka y Rahzar: una tortuga y un lobo chasqueante mutantes que generalmente se emplean para Shredder en la mayoría de las versiones.
- Baxter Stockman: un científico loco que a veces trabaja para Shredder en algunas versiones.
- Tatsu: Tatsu fue la mano derecha de Shredder en las dos primeras películas y un miembro de alto rango en la serie de 2012.
- Dragones Púrpura: una pandilla callejera liderada por Hun que está afiliada con el Pie en algunas versiones.
  - Hun: el líder de los Dragones Púrpura que a veces trabaja para Shredder en algunas versiones y es el archienemigo de Casey Jones.
- Hamato Yoshi: fue un exmiembro del Clan del Pie en la mayoría de las versiones.
- Clones Shredder: clones de Shredder cuyos orígenes varían en diferentes apariencias en los medios
  - Claw Shredder: un clon de Shredder con monstruosas garras parecidas a crustáceos.
  - Mini Shredder: un clon en miniatura de Shredder.
  - Shiva Shredder: un imponente clon de cuatro brazos de Shredder.
- Ninjas del Pie: el Ninja del Pie sirve como soldados básicos para el Pie.
- Elite del Pie: el Ninja del Pie entrenado por el Shredder.
- Místicos del Pie: apareció por primera vez en la serie 2003. Otra versión de ellos apareció en los cómics.
- Bots del Pie: son soldados robóticos para el Pie.

### Miembros de Mirage
- Cha Ocho - miembro del Clan del Pie.
- Hiroshi - Un med-tech del Pie.
- Izumi -
- Lin - un miembro del Clan del Pie
- Mamoru - Un místico Pie
- Mashima -  Un místico Pie
- Oroku Nagi - El hermano mayor de Shredder.
- Oshi -
- Pimiko - la hija de Shredder.
- Sato -
- Sid Jones - el primo de Casey Jones.
- Tomai -
- Yanada -
- The Mistress -  la hermana de Tang Shen y la ex concubina de Shredder.

### Miembros del cine de 1990
- Danny Pennington (interpretado por Michael Turney): el hijo adolescente de Charles Pennington que se unió al Clan del Pie. Más tarde desertó al lado de las tortugas durante la batalla final.
- Freddy (interpretado por Mark Doerr) - Un miembro del Clan del Pie en la segunda película que se hace pasar por el operador de cámara de April O'Neil.

### Miembros de 2003
- Khan (con la voz de Sean Schemmel) - Un miembro del Clan del Pie que trabajó para Cyber-Shredder.
- Dr. Chaplin (con la voz de Zachary Mastoon): un joven científico que trabajó para el Clan del Pie y era fanático de Baxter Stockman. Él se enamora de Karai. Después de la conclusión del arco de la historia del Tribunal Ninja, comienzan una relación entre ellos.
- Yin y Yang: las asistentes femeninas de Karai.

### Miembros de IDW
- Bludgeon: un tiburón martillo mutante.
- Kitsune: miembro del Panteón y la más joven del grupo que ayudó a Shredder en la fundación del Clan del Pie. Ella busca revivir a su padre y desatar el panteón que acabaría con la humanidad en el proceso y quería que Shredder fuera su anfitrión. A pesar de esto, Kitsune y Shredder eran amantes y sinceramente sentían afecto mutuo.
- Jennika: una joven asesina de pies que luego se convirtió en una tortuga mutante y se une a las tortugas como su quinto miembro.
- Toshiro: Un mentor anciano del Clan del Pie que a menudo es consultado por Karai por su sabiduría y serenidad.
- Koya: una halcón marrón mutante hembra que fue mutada del halcón marrón mascota de Shredder.
- Masato: un exlíder del Clan del Pie y el sensei de Hamato Yoshi.
- Natsu: Natsu es una joven que formó parte de Yakuza, pero que ahora sirve a Karai.
- Ocho: es un topo Yokai transformado por Kitsune que estaba protegiendo una espada hasta que Karai la recupera y se convierte en su sirvienta.
- Oroku Maji: El padre de Oroku Saki.
- Patrick Miller: profesor y experto en el Clan del Pie. Más tarde fue asesinado por un asesino del Pie enviado por Karai.
- Takeshi Tatsuo: El fundador del Clan del Pie y la vida pasada de Shredder.
- Tetsu Oni: un alias de Krang.

### Miembros de la serie 2012
- Chris Bradford (con la voz de Clancy Brown): un famoso maestro de artes marciales y estrella de acción estadounidense. Desconocido para el público en general, es uno de los discípulos de Shredder. Chris es mutado dos veces en la serie: en primera instancia, Chris fue mutado en un akita mutante llamado Dogpound como resultado de que Chris fue mordido por la mascota de Shredder, akita Hachinko. En la segunda instancia, él fue mutado en una forma casi esquelética de hombre lobo llamado Rahzar. El continuó sirviendo a Shredder hasta su muerte a manos de Leatherhead hacia el final de la cuarta temporada. Rahzar fue resucitado por el demonio Kavaxas en la quinta temporada, solo para revelarse que servía como el títere de Kavaxas. Rahzar cayó al Inframundo durante el ataque de Kavaxas al reino de los mortales y nunca regresó. También fue el productor y estrella de una fallida serie de dibujos animados de televisión, Chris Bradford'S 2 Ruff Krew.
- Xever Montes  (expresado por Christian Lanz) - Es un matón afrobrasileño que fue liberado de la prisión por Shredder después de ser atrapado robando y reclutado en el Clan del Pie. A menudo se asocia con Bradford, a pesar de que los dos nunca se llevan bien. Más tarde se transforma en un mutante cabeza de serpiente llamado Fishface, después de tocar uno mientras visitaba una pescadería en busca de las Tortugas. Inicialmente incapaz de caminar y capaz de respirar solo bajo el agua, pronto recibió un par de piernas mecánicas, así como un dispositivo de respiración construido por Baxter Stockman y se convirtió en un señor del crimen bajo el alias de Sr. X. En la temporada 5, en medio de la resurrección de Shredder, Fishface decide que es demasiado para él y regresa a una vida criminal más simple, apartándose del camino de las Tortugas. Nunca más se le vuelve a ver.
- Koga Takuzu: el fundador del Clan del Pie que forjó el casco Kuro Kabuto hecho de las piezas de armadura que reclamó de sus oponentes derrotados.
- Oroku Keiji: El padre de Oroku Saki. Fue asesinado por Hamato Yuta.
- Shinigami (con la voz de Gwendoline Yeo): una joven bruja que está aliada con la rama de Karai del Clan del Pie y una nueva aliada de las Tortugas Ninja que hizo su debut en las temporadas 4 y 5.
- Tiger Claw (con la voz de Eric Bauza) - Cuando era niño, Takeshi fue transformado en un tigre de Bengala mutante después de tropezar con uno de los portales de Kraang. Más tarde se convirtió en un asesino contratado por Shredder para ayudarlo en sus asuntos. En el pasado, él perdió una batalla al perder su cola ante su propia hermana llamada Alopex, quien fue mutada en un zorro ártico y luego su brazo izquierdo en la temporada 4. En la temporada 5, formó un clandestino y reunió a su Foot Cultist para obtener el Pergamino Demodragon para finalmente convocar al demonio Kavaxas y resucitar a Shredder de entre los muertos. Al tener éxito, Claw fue traicionado y se une a las Tortugas para derrotar a Shredder y Kavaxas, declarando una tregua después del incidente y sería la última vez que se lo vería en la serie.

### Miembros de la película del 2014
- Eric Sacks (interpretado por William Fichtner) - El CEO de Industrias Sacks que fue adoptado a una edad temprana por Shredder.

### Miembros de la serie de 2018
- Teniente del Pie (expresado por Rob Paulsen): un miembro alto y delgado del Clan del Pie sirve como teniente del Clan del Pie.
- Bruto del Pie (expresado por Maurice LaMarche): un miembro súper fuerte del Clan del Pie que está asociado con el Teniente del Pie.
- Origami Ninjas: El Ninja del Pie hecho de papel.
- Recluta del Pie (con la voz de Zelda Williams): Cassandra "Casey" Jones es miembro del Clan del Pie con una personalidad hiperagresiva. Debutó en "Hot Soup: The Game", donde estaba ayudando al teniente de infantería y al bruto de infantería a buscar un artefacto. El nombre real de la Recluta del Pie se reveló cuando más tarde se pasó al lado de las Tortugas durante la batalla final contra Shredder.
- Jocelyn (expresada por Cree Summer): una Iniciada de pie que gana la marca de Iniciado de pie en "Cómo hacer enemigos y doblegar a la gente a tu voluntad". El recluta de pies reclamó al Barón Draxum que recibió la marca porque sus padres son "grandes donantes".